# Белозирка

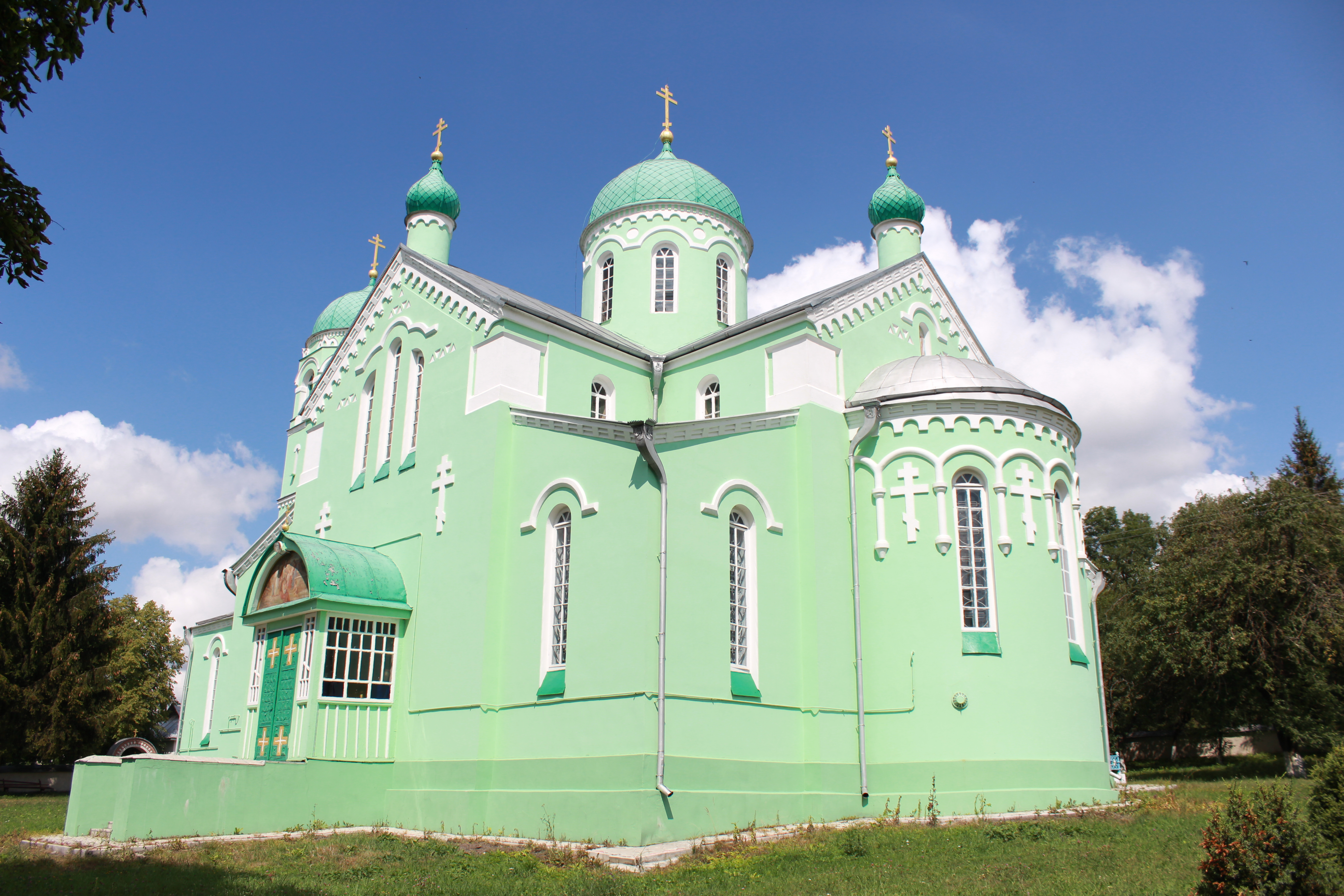
Церковь Св. Михаила

Белози́рка (укр. Білозірка) — село в Лановецкой городской общине Кременецкого района Тернопольской области Украины.
До 2020 года входило в Лановецкий район.
Код КОАТУУ — 6123880901. Население по переписи 2001 года составляло 1102 человека.

## Географическое положение
Село Белозирка примыкает к селу Шушковцы, на расстоянии в 2,5 км расположено село Москалевка.

## История
- 1545 год — дата основания.

## Объекты социальной сферы
- Школа.
- Клуб.
- Амбулатория.

## Достопримечательности
- Братская могила советских воинов.